# Socx

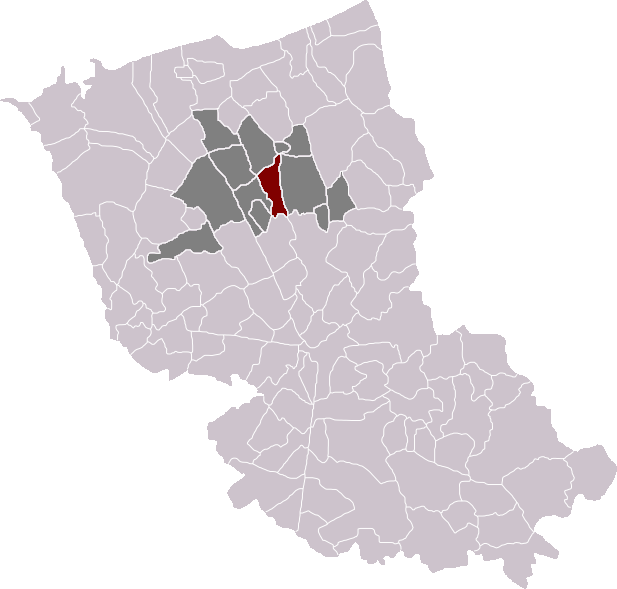
Localització de Socx

Socx  (en neerlandès Soks) és un municipi francès, situat a la regió dels Alts de França, al departament del Nord, que forma part de la Westhoek. L'any 2006 tenia 972 habitants.

## Demografia
| 1962                                       | 1968 | 1975 | 1982 | 1990 | 1999 |
| ------------------------------------------ | ---- | ---- | ---- | ---- | ---- |
| 698                                        | 710  | 773  | 801  | 962  | 980  |
| Des de 1962: població sense dobles comptes |      |      |      |      |      |

## Administració
| Període   | Identitat        | Partit |
| --------- | ---------------- | ------ |
| 2001-2008 | Charles Vandaele |        |
| 2008-     | Christian Ley    |        |